# Система Алехина
Систе́ма Але́хина — шахматный дебют, разновидность принятого ферзевого гамбита. Начинается ходами: 
 1. d2-d4 d7-d5 
 2. c2-c4 d5:c4 
 3. Кg1-f3 a7-a6.

## История
Дебют назван в честь 4-го чемпиона мира А. А. Алехина, применившего данное начало в 3-й партии матча с Е. Д. Боголюбовым в 1934 году, в то же время указанное продолжение встречалось на практике и ранее. В XX веке вклад в развитие дебюта внесли Г. К. Борисенко, В. В. Смыслов, С. М. Флор, С. А. Фурман.
Система Алехина не получила широкого распространения. По статистике, чёрные чаще всего играют 3. …Кg8-f6, именно это продолжение считается главной системой принятого ферзевого гамбита.
Современная теория рассматривает систему Алехина как обоюдоострый дебют, в котором белые имеют несколько лучшие возможности.

## Идеи дебюта
Делая ход 3. …a7-a6, чёрные создают возможность для продвижения b7-b5, что позволяет избежать перспективных для белых продолжений:
- 3. …Кg8-f6 4. Кb1-c3;
- 3. …Кg8-f6 4. Фd1-a4+ (мангеймский вариант);
- 3 .…Кg8-f6 4. e2-e3 Сc8-g4 с угрозой выпада Фd1-b3 (вариант Яновского — Ларсена).

Белые, стремясь противодействовать ходу b7-b5, в ряде вариантов играют a2-a4.

## Варианты

### Продолжение 4. e2-e3 Сc8-g4
Данное продолжение избрал А. А. Алехин в 3-й партии матча против Е. Д. Боголюбова в 1934 году. Я. И. Нейштадт в своей книге «Принятый ферзевый гамбит» (1965) именно эту последовательность ходов определил как «Система Алехина».
Главная идея этого варианта связана с развитием ферзевого фланга, чёрные не боятся оставить без защиты пункт b7, так как перспектива выпада Фd1-b3 легко парируется путём b7-b5.
Далее возможно:
- 5. h2-h3
- 5. Кb1-c3
- 5. Сf1:c4 — главная линия дебюта.
  - 5. …b7-b5? 6. Сc4:f7+ Крe8:f7 7. Кf3-e5+ — белые отыгрывают фигуру и получают преимущество.
  - 5. …e7-e6 — наиболее распространённое продолжение
    - 6. d4-d5 — вариант Алаторцева[7]. После 6. …e6:d5 Сc4:d5 белый слон получает контроль над полями b7 и f7. Здесь эффективно продолжение С. М. Флора: 7. …Фd8-e7!. Далее возможно:
      - 8. 0—0 c7-c6 9. Сd5-b3 Кb8-d7 — со сложной игрой[6].
      - 8. Фd1-b3 c7-c6 9. Сd5:f7+ Фe7:f7 10. Фb3:f7+ Крe8:f7 11. Кf3-e5+ Крf7-e6 12. Кe5:g4 h7-h5 — чёрные выигрывают коня.
      - 8. Фd1-d4 Фe7-b4+ 9. Кb1-c3 Кg8-f6!
        - 10. Фd4:b4 Сf8:b4 11. Сd5:b7 Ла8-а7 — чёрные выигрывают слона.
        - 10. Фd4-e5+ Сf8-e7 11. Сc1-d2 Фb4-b6 12. Кf3-g5 Кb8-d7 — у чёрных перевес в развитии.

    - 6. h2-h3 Сg4-h5 7. 0—0 Кg8-f6 8. Кb1-c3 Кb8-c6
    - 6. Фd1-b3 Сg4:f3 7. g2:f3 b7-b5 8. Сc4-e2
      - 8. …c7-c5 9. d4:c5 Сf8:c5 10. Лh1-g1 Сc5-f8! 11. Кb1-c3! Кg8-f6 12. Сc1-d2 — с перспективой 0—0—0 и спокойной игрой[6].
      - 8. …Кb8-d7 9. a2-a4 b5-b4 10. f3-f4 Кg8-f6 11. Сe2-f3
        - 11. …Лa8-a7 12. Сf3-c6 — с лучшей позицией у белых[8].
        - 11. …с7-с5 12. Сf3:a8 Фd8:a8 13. Лh1-g1 Сf8-d6 — чёрные жертвуют качество в обмен на достаточную позиционную компенсацию[6].

### Вариант Борисенко — Фурмана
Возникает после продвижения 4. e2-e4. Это острое гамбитное продолжение было разработано в 1950-х гг. советскими шахматистами Г. К. Борисенко и С. А. Фурманом. Белые стремятся захватить центр, пользуясь тем, что противник отказался от хода 3. …Кg8-f6. Я. И. Нейштадт считал, что данный вариант в системе Алехина является наиболее опасным для чёрных. Со временем, однако, за чёрных были найдены пути для получения приемлемой игры. Возможные продолжения:
- 4. …b7-b5 5. a2-a4 Сc8-b7 6. b2-b3! — с преимуществом белых[5].
- 4. …Сf8-g4 5. Сf1:c4 e7-e6 6. 0—0 Кb8-d7 7. Кb1-c3 c7-c5 8. d4-d5 e6-e5 9. a2-a4 Сf8-d6 10. Сc1-e3 — с преимуществом белых[11].

### Другие продолжения
- 4. e2-e3 b7-b5 — вариант Хабердица.
- 4. a2-a4
- 4. Кb1-c3
- 4. g2-g3
- 4. Сc1-g5

## Примерные партии
- Владимиров — Воротников, Ленинград, 1974[12]

1. d2-d4 d7-d5 2. c2-c4 d5:c4 3. Кg1-f3 a7-a6 4. e2-e3 Сc8-g4 5. h2-h3 Сg4-h5 6. g2-g4 Сh5-g6 7. Кb1-d2 Кb8-d7 8. Кd2:c4 e7-e6 9. Сf1-g2 Сg6-e4 10. Кc4-d2 Сf8-b4 11. Крe1-f1 Сb4:d2 12. Сc1:d2 Кg8-f6 13. Кf3-g5 Сe4:g2+ 14. Крf1:g2 Кd7-f8 15. Фd1-b3 Кf8-g6 16. Сd2-b4 Кg6-h4+ 17. Крg2-g3 Кf6-h5+ 18. Крg3:h4 h7-h6 19. f2-f4 h6:g5+ 20. f4:g5 Фd8:g5+ 21. Крh4:g5 f7-f6+ 22. Крg5-h4 g7-g5× 0-1.
- Ботвинник — Шмид, Гамбург, 1965[13]

1. d2-d4 d7-d5 2. c2-c4 d5:c4 3. Кg1-f3 a7-a6 4. e2-e4 c7-c5 5. d4-d5 e7-e6 6. a2-a3 Кg8-f6 7. Кb1-c3 e6:d5 8. e4-e5 d5-d4 9. Сf1:c4 Сc8-e6 10. Сc4:e6 f7:e6 11. e5:f6 d4:c3 12. f6-f7+ 1-0 После 12. …Крe8:f7 либо 12. …Крe8-e7 Сc1-g5+ 13. Крe7:f7 чёрные теряют ферзя. 